# Крістіан Ґоттлоб Гайне
Крістіан Ґоттлоб Гайне (нім. Christian Gottlob Heyne; 25 вересня 1729, Хемніц — 14 липня 1812, Геттінген) — німецький антикознавець, філолог-класик, бібліотекар, перекладач творів грецьких і римських авторів.
Виходець із бідної родини, після закінчення навчання він працював приватним учителем у Віттенберзі та копіювачем у Дрездені.
З 1763 року він був професором красномовства та поезії в Геттінгенському університеті, де працював до самої смерті. Протягом цього часу він також очолював університетську бібліотеку, яку він перетворив на провідну установу в Європі шляхом реформ і розширення колекції. Як секретар Королівського товариства наук, він видавав «Göttingische Gelehrten Anzeigen», який допомагав формувати тогочасний науковий дискурс через рецензії та оголошення. Сам Гейне написав понад 6000 рецензій.
Завдяки викладанню в університеті, публікаціям і листуванню з такими відомими сучасниками, як Готхольд Ефраїм Лессінг, Йоганн Готфрід Гердер і Йоганн Йоахім Вінкельман, він вплинув на інтелектуальний розвиток кінця XVIII століття. Століття і заклав основу всебічного вивчення античності, яке поєднало філологію, історію та археологію.

## Біографія

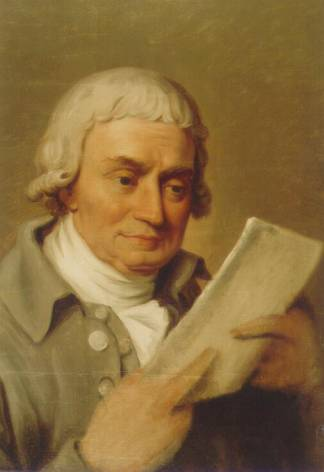
Крістіан Ґоттлоб Гайне. Картина Йоганна Генріха Вільгельма Тішбейна, близько 1800 року

Гайне народився в Хемніці як син ткача. Після відвідування ліцею в рідному місті з 1748 рокувін навчався в Лейпцизькому університеті. Нужда спонукала його стати письменником, плодами якого були, окрім кількох перекладів, адаптації Тібулла та Епіктета. Він продовжив навчання у Віттенберзі, де в 1750 році виконував обов'язки домашього вчителя для одного молодого дворянина. У 1753 році він повернувся до Дрездена і отримав посаду переписувача в дрезденській бібліотеці міністра Брюля. У 1760 році він втратив усе своє майно в Дрездені під час обстрілу міста. Згодом він намагався заробити собі на життя редагуванням частини латинського тексту для «Дактиліотеки» Ліпперта, поки не отримав призначення професором риторики та наступником Йоганна Матіаса Геснера в Геттінгені в 1763 році.
Ще в 1764 році йому було доручено керувати університетською бібліотекою, спочатку разом з попереднім директором Йоганном Давидом Міхаелісом, а потім як одноосібний директор. Він швидко зробив бібліотеку важливою та зразковою установою. Він організував міжбібліотечний абонемент для іноземних науковців і, окрім нових німецьких видань, через листування з іншими науковцями отримував також іноземну літературу, не тільки французьку, англійську та американську, а й арабську та східну. Коли він заступив на посаду, фонд бібліотеки налічував 60 000 томів. До моменту його смерті він зріс до 200 000 томів. Для порівняння: у 1780 році фонди Галленського університету нараховували лише 12 000 томів.

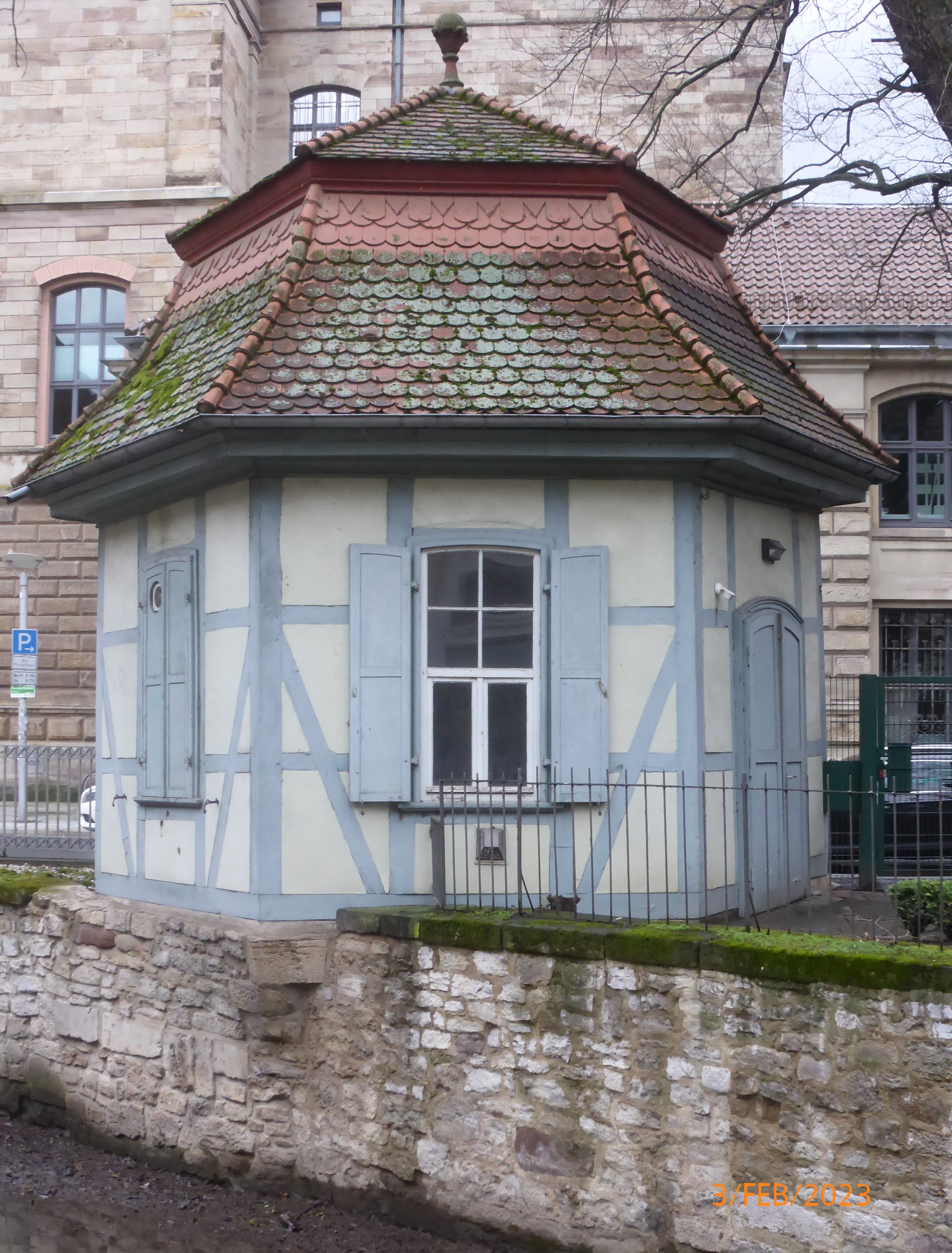
Садовий павільйон Гайне в Геттінгені на каналі Лайне (Papendiek 16), 2023 р.

Його наступником був номінально Крістоф Вільгельм Мічерліх, який був професором красномовства до 1835 року. Однак фактичним наступником став Карл Отфрід Мюллер, який був призначений екстраординарним професором у Геттінгені в 1819 році, отримав звання повного професора в 1823 році, а після смерті Георга Людольфа Діссена (1837; Діссен був номінальним наступником Мітшерліха) — професора красномовства . Гайне також володів великою бібліотекою, аукціон якої організував Брозе в Геттінгені.
У 1760 році Гайне одружився з тридцятирічною Терезою Вайс, дочкою Леопольда Сільвіуса Вайса, відомого лютніста. Дочкою від цього шлюбу була письменниця Тереза Губер, одна з дочок геттінгенських вчених, відомих як «університетські служниці», яка в першому шлюбі була одружена з натуралістом Георгом Форстером, другом її батька.
Після того, як його дружина Тереза померла від туберкульозу в 1776 році, Гайне наступного року одружився з Георгіною Брандес, дочкою гофрата Георга Фрідріха Брандеса, яка народила йому ще шістьох дітей.
Крістіан Ґоттлоб Гайне мав своїм останнім помешканням будинок на Papendiek 16, просто навпроти своєї бібліотеки, з 1775 року . Будинок і садовий павільйон на каналі Лайне збереглися й сьогодні.
Гейне похований на кладовищі Святого Варфоломія в Геттінгені. На його неокласичному надгробку з пісковика на звороті викарбувано напис: quem dederat / cursum fortuna / peregit / illa comite vixit («Він завершив шлях, вказаний Фортуною, у її супроводі він жив»). На лицьовій і тильній стороні каменю помітні полісуари.

## Доробок
Гейне вважається одним з найважливіших родоначальників класицизму. Вперше він став відомим як перекладач творів грецької та римської античності. Зокрема, він переклав німецькою Епіктета і Тібулла. Однак, насамперед, Гайне був одним з перших, хто науково дослідив грецьку міфологію. Поєднавши висновки з різних галузей знань — таких як лінгвістика та археологія — він став засновником сучасної класичної філології і вивчення міфів.

## Вибрані праці
- Вступ до вивчення античності: або план вступу до пізнання античних творів мистецтва / для використання в його лекціях, розроблений Chr. Хейне . Göttingen/Gotha 1772 (Digitalisat und Volltext // Німецький текстовий архів)
- Збірник антикварних нарисів . Вайдман, Лейпциг 1778. (Цифрова копія Том 1), (Том 2)
- Ad Apollodori Bibliothecam observationes . Дітеріх, Геттінген, 1803 рік. (цифрова копія)
- Opuscula academica collecta . 6 томів. Дітеріх, Геттінген 1785—1812. (Цифрова копія Том 1), (Том 2), (Том 3), (Том 4), (Том 5), (Том 6) Повторне видання Olms, Hildesheim 1997
- Видання Карміни Гомера . 9 томів Лейпциг 1802—1822.
- Академічні лекції з археології стародавнього мистецтва, особливо греків і римлян . Vieweg, Брауншвейг 1822. (цифрова копія)